# اتاق عملیات مشترک فلسطین
اتاق عملیات مشترک فلسطین‌ (به عربی: غرفة العملیات المشترکة) همچنین با نام کامل اتاق مشترک برای جناح‌های مقاومت فلسطین (به عربی: الغرفة المشترکة لفصائل المقاومة الفلسطینیة)، یک اتاق عملیات نظامی مشترک است که شامل تسلیحات نظامی جناح‌های مسلح فلسطینی در نوار غزه است.

## پیش‌زمینه
برای اولین بار در سال ۲۰۰۶ به منظور اتحاد علیه نیروهای دفاعی اسرائیل در جریان درگیری‌ها و جنگ‌ها و شامل حماس و جنبش جهاد اسلامی تشکیل شد، اما در هاله‌ای از ابهام قرار گرفت. سپس توسعه یافت، گسترش یافت و در ۲۳ ژوئیه ۲۰۱۸ در میان ۱۲ جناح نظامی پس از تجاوزات اسرائیل در بیت‌المقدس و مسجد الاقصی که بارزترین آنها نصب گیت‌های الکترونیکی بود، شکل گرفت. در حال حاضر متشکل از ۱۲ گروه مختلف مسلح است و تعداد زیادی از حملات به اسرائیل از جمله حملات ۷ اکتبر را هماهنگ کرده است و همچنین دفاع و تلافی در برابر تجاوزات اسرائیل را هماهنگ کرده است. ایمن نوفل در ماه مه ۲۰۲۳ اهداف و سازماندهی اتاق را تشریح کرد که به گفته وی ایجاد یک اتحاد بین سازمانی برای هماهنگی عملیات و افزایش پتانسیل «مقاومت فلسطین» و تبدیل آن به چارچوبی جامع برای همه سازمان‌ها، شبکه‌ها و مبارزان بدون استثنا». او همچنین فهرستی از ۹ جناح از ۱۲ جناح را ارائه کرد که به گفته او «در زیر اتاق کاملاً متحد شده‌اند».

## اعضا
- گردان‌های عزالدین قسام (حماس)[۸][۹][۱۰][۱۱]
- گردان‌های قدس (PIJ)[۱۲][۱۳][۱۴][۱۵]
- تیپ‌های ابوعلی مصطفی (PFLP)[۱۶][۱۷][۱۸]
- گردان‌های مقاومت ملی (DFLP)[۱۹][۲۰][۲۱]
- گردان‌های الناصر صلاح‌الدین (PRC)[۲۲][۲۳][۲۴]
- تیپ‌های مجاهدین (جنبش مجاهدین فلسطین)[۲۵][۲۶][۲۷]
- گردان شهدای الاقصی (فتح سابق، دیگر با آن همسو نیست)[۲۸][۲۹][۳۰]
- گردان‌های جهاد جبرئیل (PFLP-GC)[۳۱][۳۲]
- گردان‌های الانصار (نهضت آزادی فلسطین)[۳۳][۳۴][۳۵]

نوفل ذکر نکرده است:
- جوخه‌های ایمن جودا (فتح سابق)[۳۷][۳۸]
- گردان‌های عبدالقدر الحسینی (فتح سابق)[۳۹][۴۰]
- ارتش العاصفه (فتح سابق)[۴۱][۴۲]